# Словацкий технический университет в Братиславе
Словацкий технический университет в Братиславе (словац. Slovenská technická univerzita v Bratislave, сокращённо STU, до 1 апреля 1991 года — Словацкий технический институт в Братиславе (словац. Slovenská vysoká škola technická v Bratislave)) — самый известный технический вуз Словакии. 

## История
Предшественником Словацкого технического университета был Государственный технический институт имени доктора Милана Растислава Штефаника в городе Кошице. ГТИ был основан согласно закону № 170 Свода законов от 25 июня 1937 года. Однако первый учебный год ввиду политической ситуации в стране удалось начать только 5 декабря 1938 года в городе Мартин. Уже в марте 1939 года институт был закрыт, но согласно закону № 188 от 25 июля 1939 года воссоздан в Братиславе под новым названием «Словацкий технический институт».

### Ректоры Словацкого технического института/университета
1. Юр Гронец, 1938—1940 и 1945—1946
2. Антон Буган, 1940—1941
3. Франтишек Валентин, 1941—1943
4. Штефан Белла, 1943—1945 и 1946—1947
5. Самуэль Кришка, исполнял обязанности ректора в апреле 1945 года
6. Ян Гонда, 1947—1949 и 1950—1953
7. Карел Гавелка, 1949—1950
8. Эрнест Шишолак, 1953—1954 и 1958—1959
9. Штефан Хохол, 1959—1960 и 1962—1963
10. Йозеф Трокан, 1963—1964 и 1968—1969
11. Антон Блажей, 1969—1989
12. Ян Гарай, 1989—1990
13. Норберт Фриштацкий, 1990—1991
14. Войтех Молнар, 1991—1994
15. Игор Гудоба, 1994—2000
16. Людовит Молнар, 2000—2003
17. Владимир Балеш, 2003—2011
18. Роберт Редхаммер, 2011—2019
19. Мирослав Фикар, 2019—2021
20. Оливер Моравчик, 2021—настоящее время

### Название
1. 1939-1991 — Словацкий технический институт
2. С 1991 — Словацкий технический университет в Братиславе. Изменил название согласно закону Словацкого Национального совета № 93/1991 Свода законов от 13 февраля 1991 года об изменении наименования «Словацкого технического института в Братиславе».

## Описание
Является продолжателем традиций Горной академии в городе Банска-Штьявница, где были заложены основы практического образования.
По данным словацкого рейтинга «АRRА», СТУ несколько лет являлся лучшим университетом, готовящим специалистов по направлениям: химические технологии, компьютерные и технические науки.
Научные коллективы университета занимаются осуществлением международных проектов, ежегодно проводят около 500 научно-исследовательских проектов, финансируемых за счёт грантов, и сотни проектов по договорным исследованиям.
Ежегодно на 7 факультетах университета и в университетском институте обучается около 17 тысяч студентов. Университет выпускает бакалавров, инженеров, магистров и аспирантов. Обучает по программам непрерывного образования и МВА-обучение в сотрудничестве с Техническим университетом в Вене.
Университет является носителем знака качества ECTS Label и DS Label.
В университете издаётся журнал SPEKTRUM.

## Факультеты
Словацкий технический университет насчитывает 7 факультетов и 1 устав:
1. Строительный факультет
2. Факультет машиностроения
3. Факультет электротехники и информатики
4. Факультет химической и пищевой технологии
5. Факультет архитектуры
6. Факультет технологии материалов
7. Факультет информатики и информационных технологий
8. Кафедра менеджмента